# Norra Lersjön
Norra Lersjön är en sjö i Sunne kommun i Värmland och ingår i Göta älvs huvudavrinningsområde. Sjön är 15,5 meter djup, har en yta på 1,12 kvadratkilometer och befinner sig 122 meter över havet. Sjön avvattnas av vattendraget Lerälven (Flatsjöälven).

## Delavrinningsområde
Norra Lersjön ingår i det delavrinningsområde (664686-134283) som SMHI kallar för Utloppet av Norra Lersjön. Medelhöjden är 194 meter över havet och ytan är 14,17 kvadratkilometer. Det finns ett avrinningsområde uppströms, och räknas det in blir den ackumulerade arean 36,54 kvadratkilometer. Lerälven (Flatsjöälven) som avvattnar avrinningsområdet har biflödesordning 3, vilket innebär att vattnet flödar genom totalt 3 vattendrag innan det når havet efter 331 kilometer. Avrinningsområdet består mestadels av skog (76 procent). Avrinningsområdet har 1,12 kvadratkilometer vattenytor vilket ger det en sjöprocent på 7,9 procent.